# Amelie Appelin
Amelie Annemarie Hertha Appelin, ogift Biörklund, född 6 juni 1937 i Kungsholms församling i Stockholm, död 7 december 2004 i Lidingö församling i Stockholms län, var en svensk programpresentatör och sändningsledare vid Sveriges Television.
Amelie Appelin var dotter till juristen och polisskolerektorn Gunnar Biörklund och Annemarie, ogift Köhler. Uppvuxen på Norr Mälarstrand i Stockholm reste hon efter studentexamen till USA där hon gick på college i ett år och lärde sig flytande engelska och tyska. Återkommen verkade hon till en början som bildmixare och scripta inom svensk TV, som då tillhörde Sveriges radio, varefter hon arbetade inom public relations på Philips huvudkontor i Stockholm under en period. Frånsett några kortare uppehåll var hon under närmare 40 år, från 1958 till 1997, verksam inom televisionen och blev för allmänheten framförallt känd som programpresentatör.
Hon var från 1965 gift med civilekonomen Lars Appelin (född 1936), som var ekonomichef vid Svenska Dagbladet. De fick en dotter tillsammans, född 1967.
Amelie Appelin avled efter en kort tids sjukdom i cancer. Hon är begravd i föräldrarnas familjegrav på Norra begravningsplatsen i Stockholm.